# 허쉬 (드라마)
《허쉬》는 2020년 12월 11일부터 2021년 2월 6일까지 방영된 JTBC 금토 드라마이다. 정진영의 소설 《침묵주의보》를 원작으로 한다. 매주 토/일 밤 12:20분에 본방송을 한다.

## 기획의도
큐대 잡는 날이 많은 ‘고인물’ 기자와 밥은 펜보다 강하다는 ‘생존형’ 인턴의 쌍방 성장기이자, 월급쟁이 기자들의 밥벌이 라이프를 그린 드라마

## 등장 인물

### 주요 인물
- 황정민 : 한준혁 (40대 중반) 역 - 매일한국 12년차 기자
- 임윤아 : 이지수 (20대 중반) 역 - 매일한국 인턴기자

### 매일한국 직원
- 손병호 : 나성원 (50대 중반) 역 - 매일한국 편집국장
- 김재철 : 박명환 (40대 초반) 역 - 매일한국 사장

#### 사회부
- 유선 : 양윤경 (40대 중반) 역 - 매일한국 사회부 차장, 별명 양캡. "허 지X~"을 입에 달고 다니는 화통한 선배이자 준혁의 정신적 지주. 이준과 서진의 엄마.
- 정준원 : 최경우 (20대 후반) 역 - 사회부 수습기자
- 이지훈 : 윤상규 (40대 중반) 역 사회부 부장

#### 디지털 뉴스부
- 김원해 : 정세준 (50대 초반) 역 - 매일한국 디지털 뉴스2팀 팀장
- 박호산 : 엄성한 (50대 초반) 역 - 디지털 뉴스부장, 별명 엉성한
- 이승준 : 김기하 (40대 초반) 역 - 디지털 뉴스부 기자
- 백주희 : 이재은 (40대 초반) 역 - 디지털 뉴스2팀 팀장
- 최강수 : 조동욱 (30대 중반) 역 - 디지털 뉴스부 기자

#### 인턴
- 경수진 : 오수연 (20대 후반) 역 - 매일한국 인턴기자 (1회 ~ 3회 특별출연)
- 임성재 : 강주안 (20대 중반) 역 - 매일한국 인턴기자
- 이승우 : 홍규태 (20대 중반) 역 - 매일한국 인턴기자

#### 그외인물
- 전배수 : 김현도 역
- 박성일 : 장제권 (40대 초반) 역 - 정치부 부장
- 이다해 : 민 실장 역
- 민경진 : 한유석 역 - 한준혁의 아버지
- 이지현 : 강여사 역 - 이지수의 어머니
- 박윤희 : 이용민 역 - 이지수의 아버지
- 신현종 : 고수도 역
- 양조아 : 안지윤 역
- 백성철 : 구자인 역
- 정지순 : 오 비서 역
- 배성일 : 김 사장 역
- 정지환 : 오성연 역
- 이도은 : 취업준비생 역

### 특별출연
- 정희태 : 서재원 역

## 시청률
최저 시청률과 최고 시청률은 시청률 조사회사와 지역별로 시청률에 차이가 있을 수 있습니다.
| 2020년      | 2020년      | 2020년         | 2020년       | 2020년 |
| 회차        | 방송일      | AGB 시청률     | AGB 시청률   |        |
| 회차        | 방송일      | 대한민국(전국) | 서울(수도권) |        |
| ----------- | ----------- | -------------- | ------------ | ------ |
| 제1회       | 12월 11일   | 3.384%         | 4.137%       |        |
| 제2회       | 12월 12일   | 2.574%         | 3.350%       |        |
| 제3회       | 12월 18일   | 2.915%         | .            |        |
| 제4회       | 12월 19일   | 2.323%         | .            |        |
| 제5회       | 12월 25일   | 3.162%         | .            |        |
| 제6회       | 12월 26일   | 2.594%         | .            |        |
| 2021년      |             |                |              |        |
| 제7회       | 1월 8일     | 2.682%         | .            |        |
| 제8회       | 1월 9일     | 2.327%         | .            |        |
| 제9회       | 1월 15일    | 2.633%         | 3.085%       |        |
| 제10회      | 1월 16일    | 1.890%         | .            |        |
| 제11회      | 1월 22일    | 2.208%         | .            |        |
| 제12회      | 1월 23일    | 2.149%         | 2.740%       |        |
| 제13회      | 1월 29일    | 2.350%         | .            |        |
| 제14회      | 1월 30일    | 2.139%         | 2.528%       |        |
| 제15회      | 2월 5일     | 2.221%         | .            |        |
| 제16회      | 2월 6일     | 2.310%         | .            |        |
| 평균 시청률 | 평균 시청률 | 2.491%         | --           |        |

## 같이 보기
- 대한민국의 텔레비전 드라마 목록 (ㅎ)
- 2020년 대한민국의 텔레비전 드라마 목록